# サブタレニアン・ベイビー・ブルース
『サブタレニアン・ベイビー・ブルース』は、日本のバンドDOESの5枚目のシングルである。2007年10月31日発売。発売元はキューンレコード。

## 概要
- 前作から5ヶ月ぶりのシングル。2ndアルバム「SUBTERRANEAN ROMANCE」の先行シングルとなった。

## 収録曲
1. サブタレニアン・ベイビー・ブルース (3:21)
日本テレビ系『音楽戦士 MUSIC FIGHTER』10月POWER PLAY
2. メイデー・レイデー (4:00) 
ベストアルバム『OTHERSIDE OF DOES』に収録。
3. 修羅 (LIVE at Shinjuku LOFT) (3:51)
上に同じ。

全作詞・作曲：氏原ワタル　編曲：DOES